# マルグリット・ペレー
マルグリット・ペレー（Marguerite Catherine Perey、1909年10月19日 - 1975年5月13日）はフランスの物理学者。1939年にフランシウムを発見した。1949年からストラスブール大学の教授を務めた。
セーヌ＝サン＝ドニ県ヴィルモンブルで生まれた。1929年からマリ・キュリーの助手をつとめた。パリのキュリー研究所で、1939年アクチニウムのα崩壊により生成したフランシウム223を確認した。フランシウムには安定同位体は存在せず、最も半減期が長いフランシウム223でも半減期は22分である。